# Lokrichthalle 24 (Ausbesserungswerk Freimann)

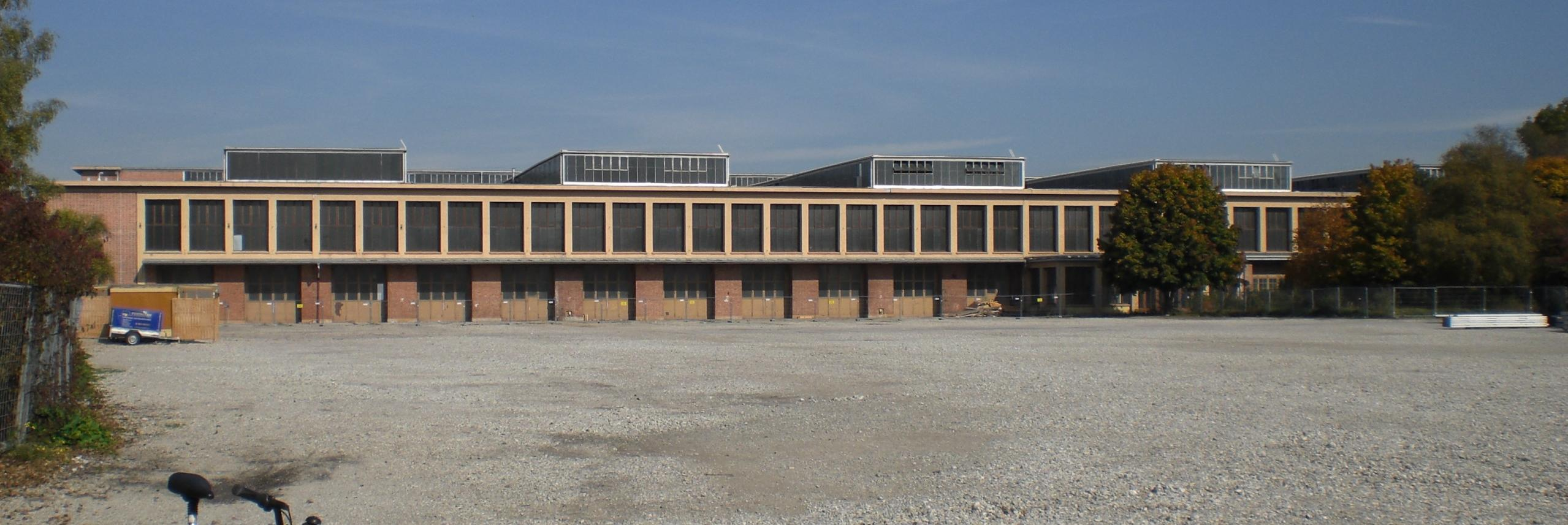
Die Halle 24 (Aufnahme 2008)

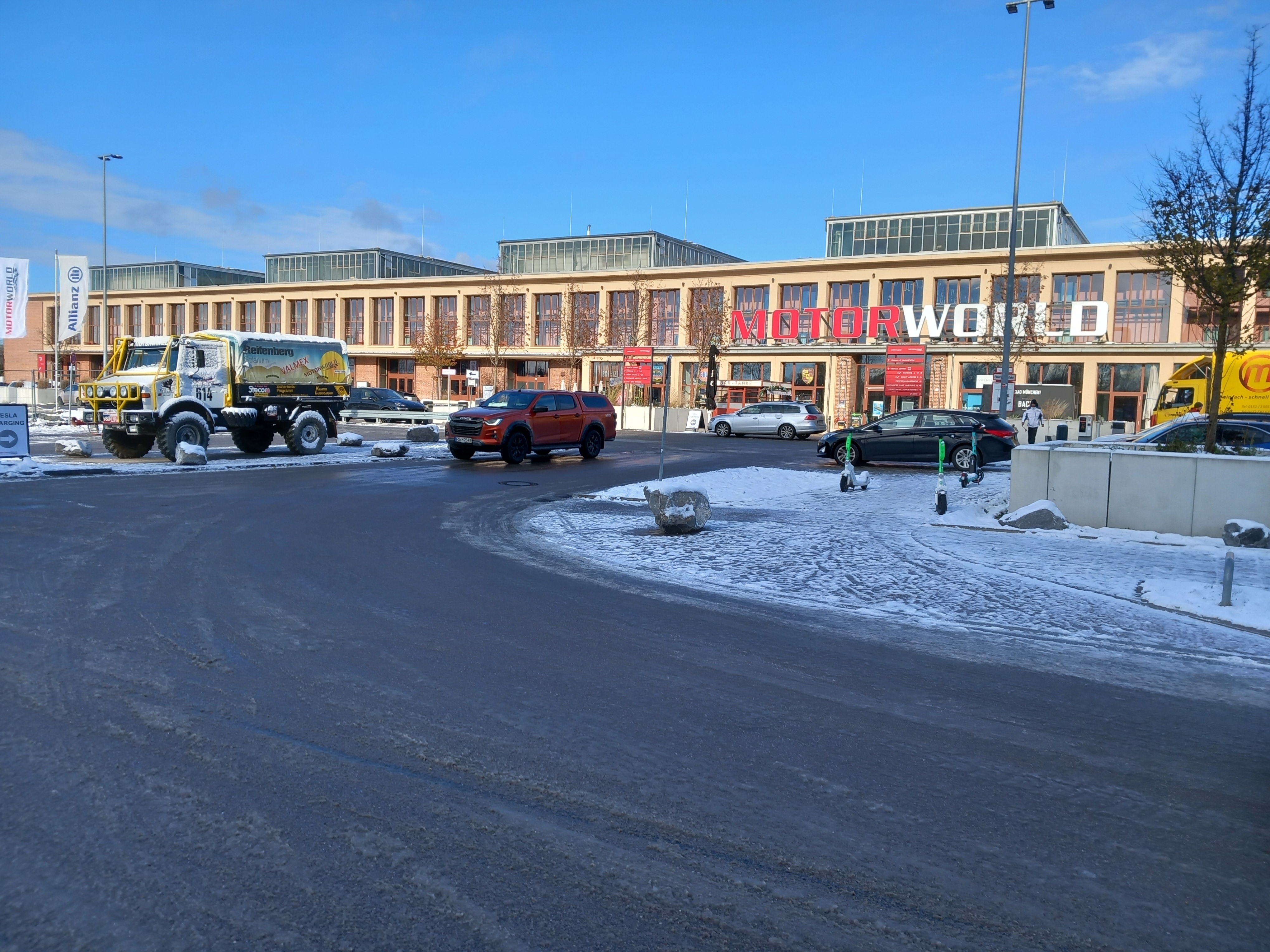
Lokrichthalle Freimann, erbaut 1939 bis 1942, jetzt Motorworld

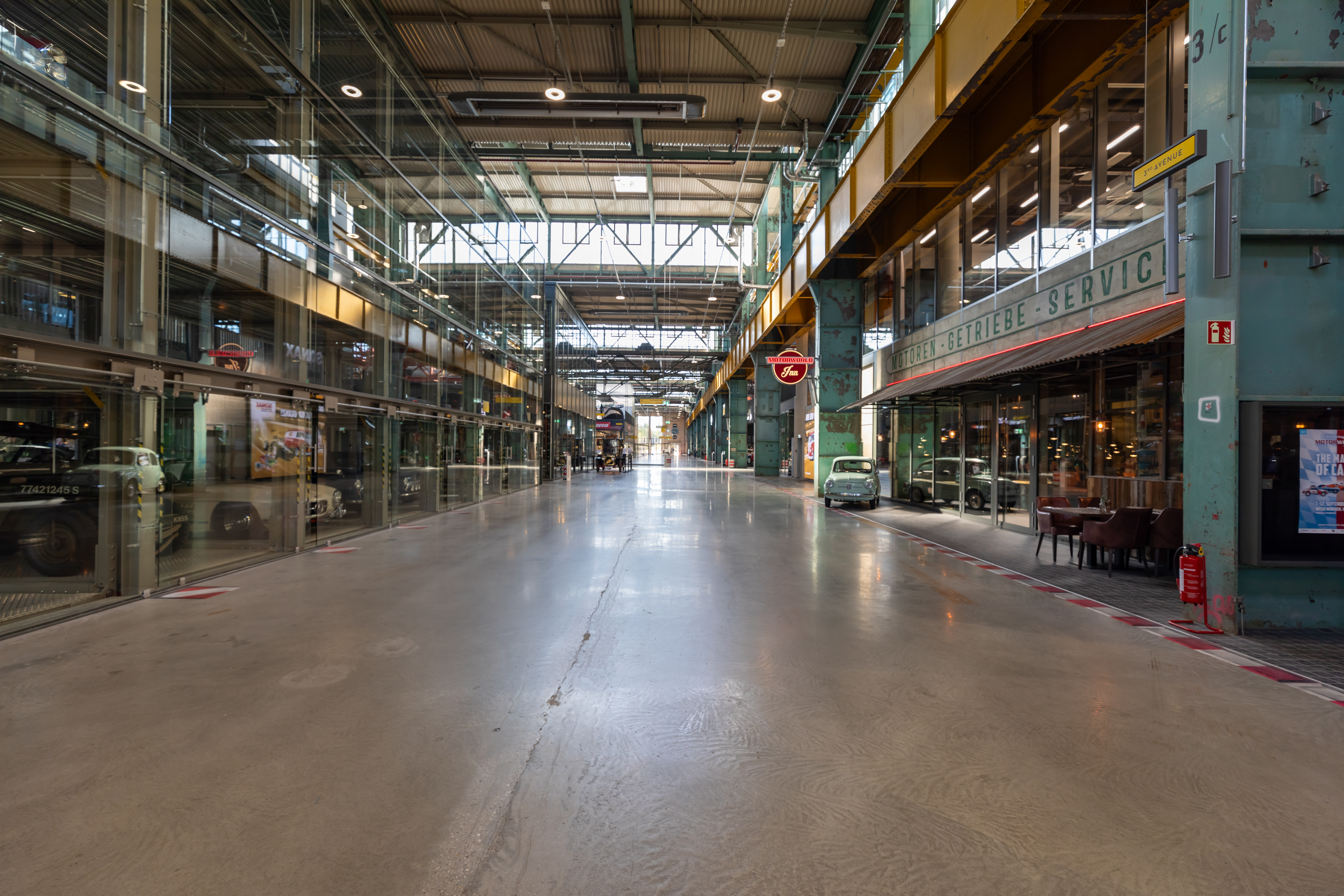
Inneres der Halle (Motorworld), 2021

Die Halle 24 des ehemaligen Ausbesserungswerks München-Freimann ist eine von 1939 bis 1942 errichtete Richthalle (sog. Dampflokrichthalle) der früheren Deutschen Reichsbahn, die von der Deutschen Bundesbahn bis 1994 genutzt wurde. In der Folge stand die mit dem Ausbesserungswerk denkmalgeschützte (Denkmalliste D-1-62-000-7821) Halle leer. Eine Wiedereröffnung durch einen Investor als Erlebnispark erfolgte 2021. Zum Stand November 2024 (Baumarkt; Oldtimer- und Sportwagenzentrum Motorworld) siehe Ausbesserungswerk München-Freimann#AW Freimann heute.

## Lage
Die Halle gehört zum Komplex des ehemaligen Ausbesserungswerks (Adresse: Lilienthalallee 45). Die gegenwärtige Nutzung ist durch einen Bebauungsplan vorgegeben.

## Bau
Die 185 m lange, 90 m breite und bis zu 18 m hohe Halle mit einer Grundfläche von 37.000 m² und einem umbauten Raum von 580.000 m³ wird als „größte Halle ganz Süddeutschlands“ bezeichnet. Sie soll auch eine der größten freitragenden historischen Stahltragwerkshallen Europas sein. Die zugehörigen beiden Hallenteile wurden bis 1942 errichtet und als monumentaler Stahlbeton-Rasterbau im rhythmischen Wechsel von Sichtziegelmauerwerk und wandhoher Befensterung gestaltet.